# Bernhard Kellermann
Pour les articles homonymes, voir Kellermann.
Œuvres principales
- Le Tunnel

Bernhard Kellermann, né le 4 mars 1879 à Fürth en royaume de Bavière et mort le 17 octobre 1951 à Klein-Glienicke, près de Potsdam, est un écrivain allemand.

## Biographie
Bernhard Kellermann commence ses études en 1899 à l'université technique de Munich, où il étudie la littérature allemande et la peinture. À partir de 1904, il se fait remarquer comme auteur de romans. L'un de ses premiers récits, Yester und Li (Yester et Li) connaît un succès retentissant avec cent quatre-vingt-trois rééditions successives jusqu'en 1939. Son roman Ingeborg (1906) atteint également un nombre important de rééditions pour l'époque, cent trente-et-une jusqu'en 1939. À l'été et à l'automne 1907, Kellermann vit six mois à Ouessant, dans la villa des Tempêtes, à la pointe de Pern. De ce séjour, il tire le roman Das Meer (La Mer, 1910), qui est qualifié d'« admirable » par Céline.
Dans les années qui précèdent la Première Guerre mondiale, il publie des romans qui s'inspirent de ses voyages aux États-Unis et au Japon. Son chef-d'œuvre, un roman d'anticipation intitulé Der Tunnel (Le Tunnel), paraît en 1913 avec un immense succès éditorial qui profite aussi bien à son auteur qu'à son éditeur, le S. Fischer Verlag. Le tirage global atteint le million d'exemplaires et le roman est traduit en vingt-cinq langues. Se détournant de l'orientation plus impressionniste et lyrique de ses débuts, Bernhard Kellermann privilégie avec Le Tunnel une approche plus réaliste et sociocritique mêlée d'anticipation technique[réf. nécessaire]. Ce roman fut adapté au cinéma en 1933 par Curtis Bernhardt dans un film également intitulé Le Tunnel, une production franco-allemande avec Jean Gabin et Madeleine Renaud.
Pendant la Première Guerre mondiale, Bernhard Kellermann travaille comme correspondant de guerre pour le journal Berliner Tageblatt et publie plusieurs reportages. En 1920, il publie un nouveau roman, Der 9. November (Le 9 novembre), qui traite de l'attitude des soldats et des officiers envers les populations civiles en temps de guerre. Ce récit sera quelques années plus tard à l'origine de la condamnation de Bernhard Kellermann par le régime nazi. À partir de 1922 suivent de nombreuses nouvelles. En 1926, Kellermann devient membre de l'Académie des Poètes de Prusse dont il est finalement exclu en 1933 par le régime hitlérien. Son roman Der 9. November est interdit par la censure et brûlé publiquement. Pourtant, Kellermann reste en Allemagne et n'oppose aucune résistance au régime, se contentant d'écrire des romans triviaux.
Après l'effondrement de la dictature nazie, Bernhard Kellermann fonde avec Johannes R. Becher le Kulturbund zur demokratischen Erneuerung Deutschlands (association culturelle). Il est ensuite élu député de la Chambre populaire de République démocratique allemande et président de la Gesellschaft für deutsch-sowjetische Freundschaft (Société pour l'Amitié germano-soviétique). Après la Seconde Guerre mondiale, son engagement en faveur du régime socialiste de RDA lui vaut d'être boycotté par les libraires ouest-allemands. Son nom sombre alors peu à peu dans l'oubli. Quelque temps avant sa mort, en 1951, il exhortait encore les écrivains des deux États allemands à la réconciliation. Il est enterré au Neuer Friedhof (Potsdam).

## Œuvres
- Yester und Li (1904) [Yester et Li ]
- Ingeborg (1906) [Ingeborg ]
- Der Tor (1909) [La Porte ]

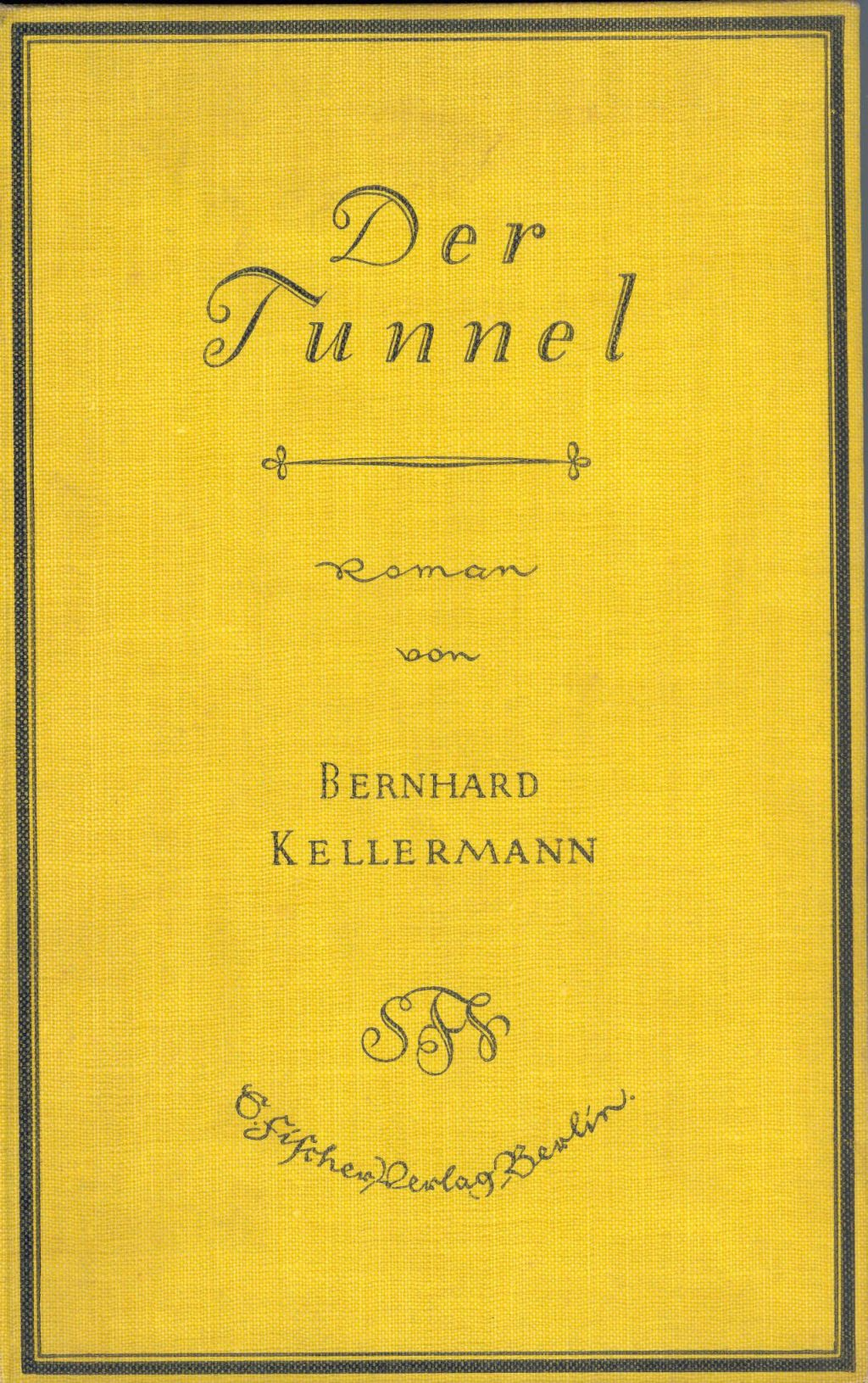
Le Tunnel

- Das Meer, Berlin, Fischer, 1910. Traduit en français sous le titre La Mer :
  - par Georges Sautreau, Paris, Flammarion, 1924 ; rééd. Régionalismes, 2013 :  (ISBN 9782824001753)
  - par Flora-Louise Cellier, Baye, La Digitale, 2007
- Ein Spaziergang in Japan, Reisebericht, (1910) [Une promenade au Japon ]
- Sassa yo Yassa. Japanische Tänze (1911) [Sassa yo Yassa. Danse japonaises ]
- Le Tunnel (1913) ; réédition de la version intégrale (2018) en 2 tomes (PRNG Ed. : Tome 1 :  (ISBN 9782366341058) ; Tome 2 :  (ISBN 9782366341164)
- Der Krieg im Westen, Kriegsbericht, (1915) [La Guerre en Occident : reportage de guerre ]
- Krieg im Argonnerwald, Kriegsbericht, (1916)
- Der 9. November (1920) [Le 9 novembre ]
- Die Heiligen, Novelle, (1922) [Les Saints : nouvelle ]
- Schwedenklees Erlebnis (1923) [L'Expérience de Schwedenklee ]
- Die Brüder Schellenberg (1925) [Les Frères Schellenberg ]
- Die Wiedertäufer von Münster (1925) [Les Anabaptistes de Münster ]
- Auf Persiens Karawanenstraßen, Reisebericht, (1928) [Sur les routes des caravanes de Perse ]
- Der Weg der Götter. Indien, Klein-Tibet, Siam, Reisebericht, (1929) [Le Chemin des dieux : Inde, Tibet, Siam ]
- Die Stadt Anatol (1932) [La Ville d'Anatol ]
- Jang-tse-kiang (1934) [Yang-tse-kiang ]
- Lied der Freundschaft (1935) [La Chanson de l'amitié ]
- Das blaue Band (1938) [Le Ruban bleu ]
- Meine Reisen in Asien (1940) [Mes voyages en Asie ]
- Georg Wendlandts Umkehr (1941) [Le Retournement de Georg Wendlandt ]
- Was sollen wir tun?, Aufsatz, (1945) [Que devons-nous faire ? ]
- Totentanz (1948) [Danse macabre ]
- Wir kommen aus Sowjetrußland, Bericht, (1948) [Nous rentrons de Russie soviétique : reportage ]

Publication posthume :
Bernhard Kellermann zum Gedenken. Aufsätze, Briefe, Reden 1945-1951 (1952)

## Adaptations
- Der Tunnel, film allemand réalisé par William Wauer et sorti en 1915.
- Les Frères Schellenberg (1926), film allemand de Karl Grune.
- Le Tunnel (1933), film franco-allemand de Curtis Bernhardt, avec Jean Gabin et Madeleine Renaud.